# Calanos
Calanos (Calanus, Κάλανος) fou un dels anomenats gimnosofistes indis que van seguir a l'exèrcit macedoni des de Tàxila acompanyant a Alexandre el Gran; quan el rei es va posar malalt es va tirar a una pira encesa en presència de tot l'exèrcit, sense cap senyal de por. El seu nom real, segons Plutarc era Esfines (Sphines), i Calanos era un sobrenom derivat de la seva salutació en què usava el sànscrit Calyana.